# Arquidiocese de Chambéry-Saint-Jean de Maurienne-Tarentaise
A Arquidiocese de Chambéry-Saint-Jean de Maurienne-Tarentaise (Archidiœcesis Camberiensis, Maurianensis et Tarantasiensis) é uma circunscrição eclesiástica da Igreja Católica situada em Chambéry, França. Seu atual arcebispo é Thibault Verny. Sua Sé é a Catedral São Francisco de Sales de Chambéry, Catedral de Saint-Jean de Maurienne e Catedral de Saint Pierre (Moûtiers).
Possui 141 paróquias servidas por 99 padres, abrangendo uma população de 444 200 habitantes, com 88% da dessa população jurisdicionada batizada (390 800 católicos).

## História

### Sé de Tarentaise
A diocese de Tarentaise foi erigida no século V. A menção mais antiga da diocese é encontrada em uma carta de Leão Magno de 450, na qual o Papa submete a diocese à jurisdição Metropolitana de Vienne.
Segundo a tradição, o primeiro bispo da diocese foi São Tiago da Assíria, que foi discípulo de Honorato de Arlés de Lérins, que, quando se tornou bispo de Arles, consagrou-o como missionário na terra dos Ceutrones no vale da Tarentaise. O primeiro bispo documentado historicamente é Sanctus, que participou do Concílio de Epaona em 517. A sé do bispo era a cidade de Moûtiers, a antiga Darantasia, topônimo que mais tarde deu nome tanto ao vale quanto à diocese (embora muitas vezes também se escreva diocese de Moûtiers ou diocese de Moûtiers em Tarentaise).

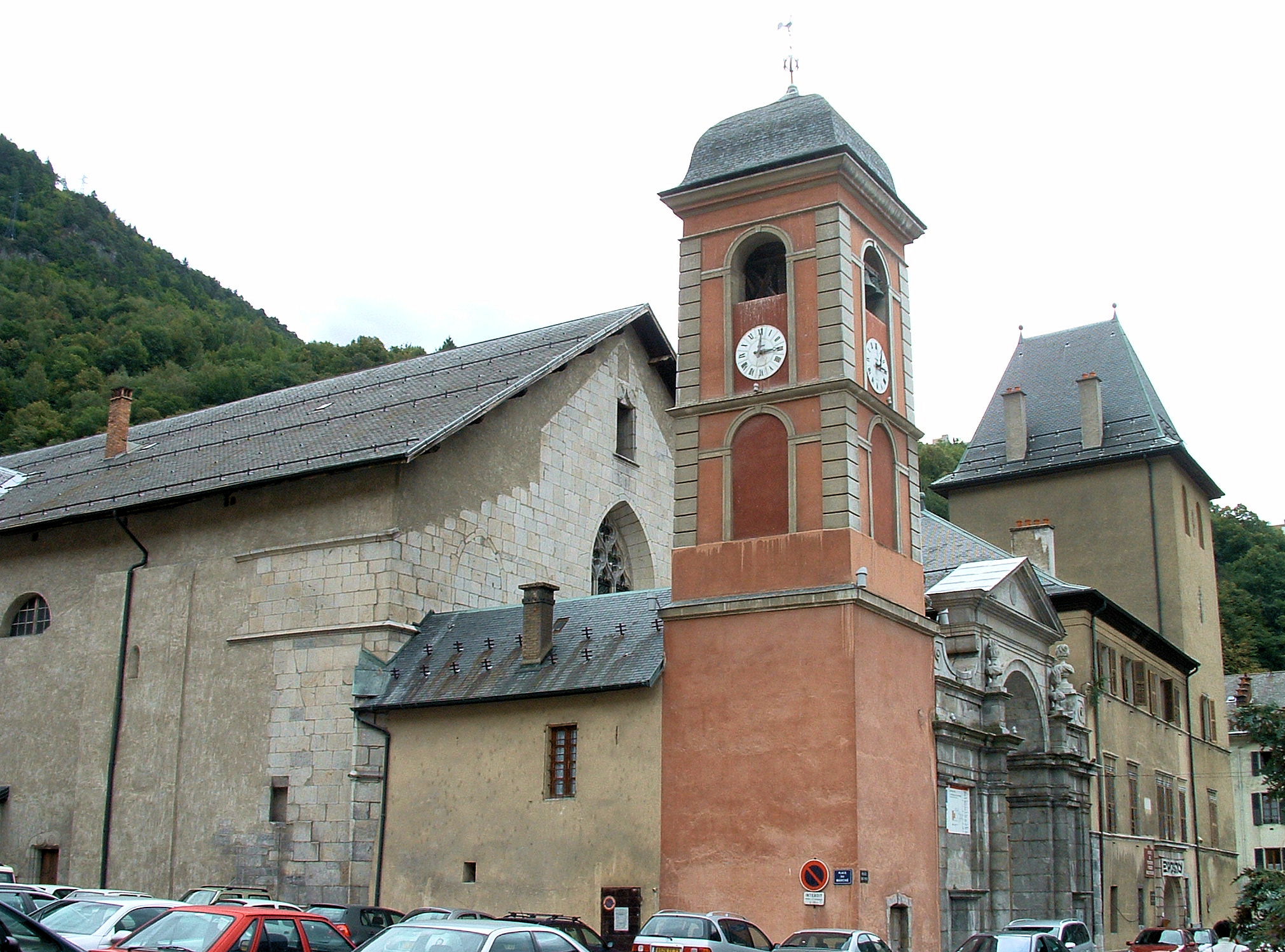
A catedral de São Pedro em Moûtiers.

Entre 794 e 811, na época de Carlos Magno, a diocese de Tarentaise foi elevada à categoria de arquidiocese metropolitana. Teve como sufragâneas a diocese de Aosta e de Sion, e por um certo período também a de Saint-Jean de Maurienne antes de ser submetida à Arquidiocese de Vienne.
No final do século X o arcebispo Aymon obteve de Rodolfo III da Borgonha o título de conde, na origem do poder temporal dos arcebispos de Tarentaise que vai durar por quase oito séculos. Nos séculos seguintes, os arcebispos-condes de Tarentaise tiveram que defender seus direitos feudais contra usurpadores locais; foi neste contexto que a Casa de Saboia interveio a favor dos arcebispos, conquistando ao longo do tempo o domínio de todo o concelho. A partir do século XIV os Condes de Saboia intervieram regularmente na nomeação de arcebispos. O último arcebispo-conde de Tarentaise foi Claude Humbert de Rolland, que em 1769 vendeu os títulos, agora mais honoríficos do que lucrativos, ao rei Carlos Emanuel III de Saboia.

### Sé de Saint-Jean de Maurienne

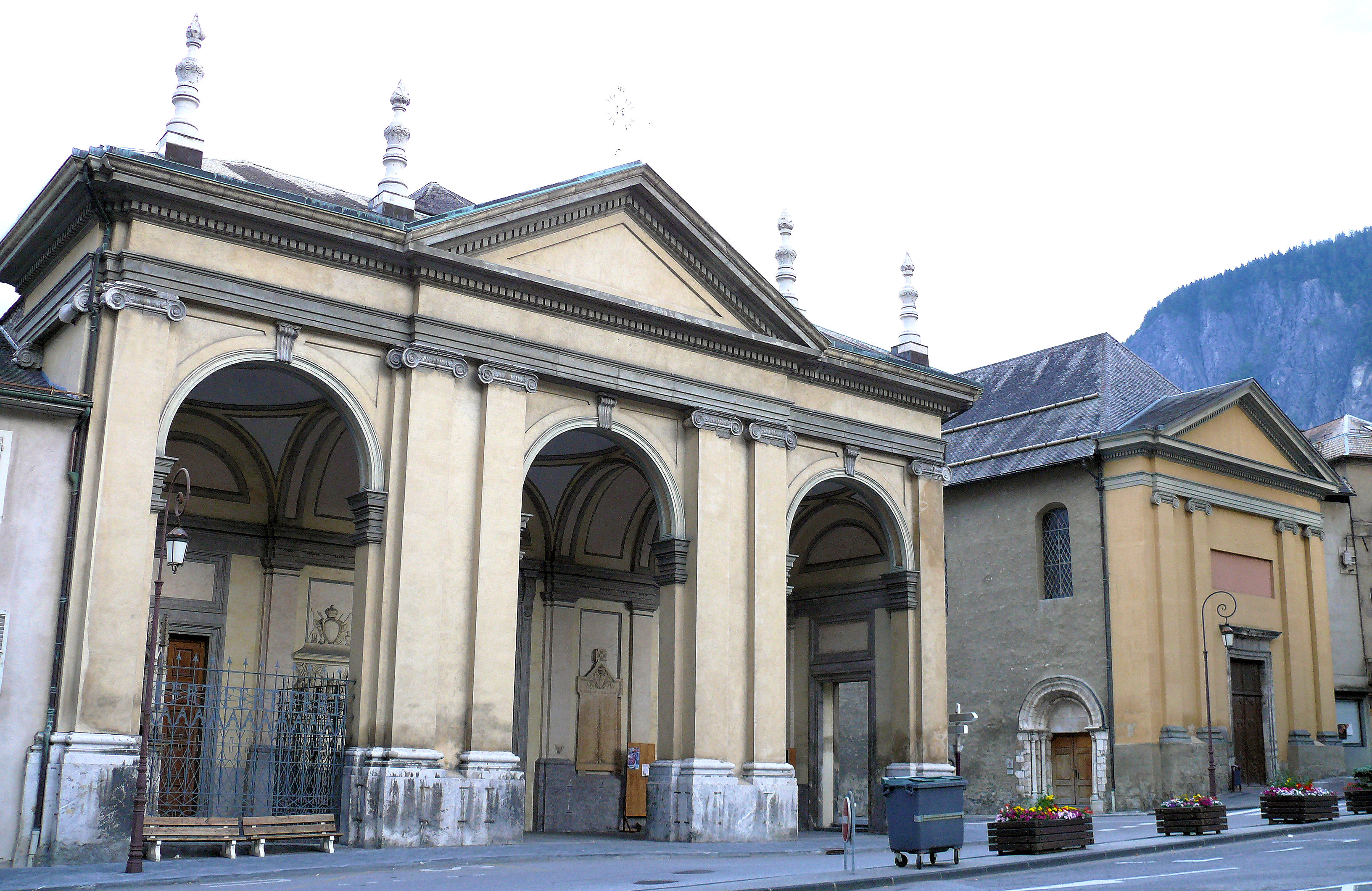
A catedral de São João Batista em Saint-Jean-de-Maurienne

A diocese de Saint-Jean de Maurienne foi erigida por volta de 575 pelo Rei da Borgonha Gontrão, por ocasião da transferência para a cidade de Saint-Jean-de-Maurienne do relíquias de São João Batista. A diocese incluía o vale de Maurienne, retirado da autoridade dos bispos de Turim, Vale de Susa e Briançonnais. O nome do primeiro bispo de Maurienne, Felmásio, consta de um antigo documento que relata um milagre ligado às relíquias do Batista, que esteve na origem da fundação da diocese. A sede episcopal da diocese foi a Catedral de São João Batista de Maurienne, construída no século VI, destruída pelos Sarracenos em 943 e reconstruída novamente no século XI.
Originalmente a diocese era sufragânea da Arquidiocese de Vienne. Quando foi criada a arquidiocese metropolitana de Tarentaise (final do século VIII), Maurienne passou a fazer parte da nova província eclesiástica. Mas, evidentemente, a Sé foi disputada entre os dois arcebispos metropolitanos: de fato, uma carta do Papa João VIII de 878 designa formalmente Maurienne como sufragânea de Tarantasia , enquanto em 908 o Papa Sérgio III confirmou as sufragâneas da sé metropolitana de Vienne, entre elas a diocese de Maurienne. Só com o Papa Calixto II, na primeira metade do século XII, a situação torna-se definitiva a favor de Vienne.
Em 1033 a cidade de Saint-Jean-de-Maurienne, devido à sua oposição às tentativas imperiais de anexar o reino da Borgonha, foi destruída pelo imperador Conrado II, que também suprimiu a diocese, anexando seu território ao da diocese de Turim; esta decisão foi confirmada por Conrado II em 1039 ao bispo de Turim Guido. Com a morte deste último (1046) o legítimo bispo Thibaud conseguiu recuperar a posse de sua diocese, que foi restaurada, mas que perdeu o vale de Susa, que permaneceu na diocese de Turim.

### Sé de Chambéry
Em várias ocasiões os duques de Saboia tentou tirar sua capital da jurisdição espiritual de um bispo francês, o de Grenoble, sobre quem Chambéry sempre dependia, para erigir uma diocese independente; tentativas foram feitas em 1474 e 1515, mas foram frustradas pelos reis franceses.
A diocese de Chambéry foi erigida em 18 de agosto de 1779 com a bula Universa Dominici gregis do Papa Pio VI, obtendo o território da diocese de Grenoble. Foi originalmente imediatamente sujeita à Santa Sé e compreendia 61 paróquias. A igreja dos Franciscanos foi escolhida para se tornar a nova catedral, construída em 1439 e consagrada em 1488, e que em 1777 tornou-se uma cidade paróquia.
Durante a Revolução Francesa, o bispo Michel Conseil recusou-se a reconhecer a diocese de Mont Blanc, erigida pelos revolucionários, e a nomeação de um intruso em seu lugar; isso lhe rendeu prisão domiciliar no episcópio, onde morreu em 1793 deixando a diocese vaga por vários anos.
Na sequência da concordata com a bula Qui Christi Domini do Papa Pio VII de 29 de novembro de 1801, o território da diocese foi feito para coincidir com os departamentos de Saboia e de Alta Saboia. Isso levou à supressão da arquidiocese de Tarentaise e das dioceses de Saint-Jean de Maurienne e Genebra-Annecy, que estavam unidas à diocese de Chambéry, à qual os territórios pertencentes à diocese de Belley, também suprimida. Além disso, Chambéry também recebeu jurisdição sobre as restantes paróquias católicas da diocese de Genebra-Annecy e localizada no que é hoje o cantão de Genebra. Essas medidas levaram o bispo de Chambéry a assumir também o título de bispo de Genebra.
Em 10 de julho de 1817, após o Congresso de Viena ter restaurado o Ducado de Saboia, a diocese de Chambéry foi elevada à categoria de arquidiocese metropolitana com a diocese de Aosta como a única sufragânea.
As primeiras decisões século XIX levaram a um aumento considerável do território diocesano, que passou a incluir até 627 paróquias. Mas esta situação durou alguns anos. De fato:
- em 30 de setembro de 1819 o Papa Pio VII, com o breve Inter multiplices, separou as paróquias católicas do cantão de Genebra do território da arquidiocese e os uniu à diocese de Lausanne; dois anos depois, o arcebispo de Chambéry também perdeu o título de bispo de Genebra em favor dos bispos de Lausanne;[16]
- em 5 de fevereiro 1822 ele cedeu uma parte de seu território em favor da ereção da diocese de Annecy, que se tornou sua sufragânea;
- por fim, em 7 de agosto de 1825, em virtude da bula Ecclesias quæ antiquitate do Papa Leão XII, cedeu mais partes de território para o restabelecimento das sés de Tarentaise (mas simplesmente como diocese e não mais como arquidiocese) e de Saint-Jean de Maurienne; essas dioceses também se tornaram parte da província eclesiástica de Chambéry.[17]

### Atual arquidiocese
Em 26 de abril de 1966 com a bula Animorum bonum do Papa Paulo VI as dioceses de Tarentaise e de Saint-Jean de Maurienne foram unidas aeque principaliter à arquidiocese de Chambéry, que ao mesmo tempo assumiu o nome atual; as duas dioceses unidas mantiveram sua própria catedral e seu próprio capítulo de cônegos, enquanto a cúria episcopal foi reduzida a uma e o arcebispo de Chambéry também possui os títulos de bispo de Saint-Jean de Maurienne e bispo de Tarentaise.
Em 16 de dezembro de 2002 a arquidiocese de Chambéry perdeu sua dignidade metropolitana e passou a fazer parte da província eclesiástica da arquidiocese de Lyon; no entanto, manteve o posto de arquidiocese.

## Prelados

### Bispos de Chambéry
- Michel Conseil † (1780 - 1793)
  - Sede vacante (1793-1802)
- René des Monstiers de Mérinville † (1802 - 1805)

### Arcebispos de Chambéry
- Irénée-Yves Desolle † (1805 - 1823)
- François-Marie Bigex † (1824 - 1827)
- Antoine Martinet † (1828 - 1839)
- Alexis Billiet † (1840 - 1873)
- Pierre-Anastase Pichenot † (1873 - 1880)
- François-Albert Leuillieux † (1881 - 1893)
- François Hautin † (1893 - 1907)
- Gustave-Adolphe de Pélacot † (1907 - 1907)
- François-Virgile Dubillard † (1907 - 1914)
- Dominique Castellan † (1915 - 1936)
- Pierre-Marie Durieux † (1937 - 1947)
- Louis-Marie-Fernand de Bazelaire de Ruppierre † (1947  - 1966)

### Bispos e arcebispos de Tarentaise
- São Tiago da Assíria †
- São Marcelino †
- São Pascásio †[20]
- Sanctus † (mencionado em 517)
- Magno †
- Nicésio ou Migécio †[21]
- São Marciano † (antes de 581 - depois de 585)
- Santo Heráclio †
- Firmino †
- Patrício ? †
- Probino †[22]
- Baldemaro ou Buldemaro † (mencionado em 650)
- Emetério †
- Widenardo †
- Jean †
- Leudegango ou Leodrando †
- Humberto †
- Benimundo †
- Aymon †
- Possessor † (antes de 775 - cerca de 800)
- Radaberto ou Dagoberto †[23]
- André † (mencionado em 828)
- Audáz † (mencionado em 840)[24]
- Teutrando ou Teutrano † (antes de 858 - 885)
- Alucco ou Aluso † (mencionado em 885)
- Daniel † (mencionado em 891 circa)
- Anuso ou Anuco † (mencionado em 900)
- Adalberto †
- Lição †
- Aymon † (antes de 990 - depois de 996)
- Baldofo † (antes de 1006 - depois de 1007)
- Luzo ou Luzão † (mencionado em 1020)
- Aymon † (antes de 1025 - depois de 1044)
- Anúncio ou Anuco † (mencionado em 1077)
- Bosão † (antes de 1096 - depois de 1099)
- Beato Pierre, O. Cist. † (antes de 1132 - circa 1140)
  - Isdrael † (circa 1140) (ilegítimo)
- São Pedro de Tarentaise † (1141 - 1171)
- Aymon de Briançon † (antes de 1179 - circa 1210)
- Beato Bernard de Chignin † (antes de 1213 - 1222)
- Jean II † (1222 ou 1223 - ?)
- Herluin de Chignin † (mencionado em 1224)
- Rodolfo Grossi du Chastelar † (1246 - 1271)
- São Pierre Grossi du Chastelar † (31272 - 1283)
- Aymon de Bruissons † (1283 - 1297)
- Bertrando de Bertrandis † (1297 - 1334)
- Jacques de Salins † (1334 - 1341)
- Bertrando de Novo Domno † (1341 - 1342)
- Jean de Bertrandis † (1342 - 1365)
- Jean de Betton † (1365 - 1378)
- Humbert de Villette † (1379 - 1379)
- Rodolfo de Chissey ou Chissé † (1380 - 1385)
- Edouard de Savoye-Acaia † (1386 - 1395)
- Pierre de Collomb † (1395 - 1396)
  - Aimone de Séchal † (1397 - 1404) (administrador apostólico)
  - Antoine de Challant † (1404 - 1418) (administrador apostólico)
- Jean de Bertrandis † (1418 - 1432)
- Marco Condulmer † (1433 - 1438)
- Jean d'Arces † (1438 - 1454)
  - Jean-Louis de Savoie † (1456 - 1460) (administrador apostólico)
- Tommaso de Sur † (1460 - 1472)
- Cristoforo della Rovere † (1472 - 1478)
- Domenico della Rovere † (1479 - 1482)
- Urbain de Chevron Villette † (1483 - 1483)
- Jean de Compey † (1484 - 1492)
- Corin de Plosasque † (1492 - 1497)
- Claude de Château-Vieux † (1497 - 1516)
- Jean-Philippe de Groslée † (1516 - 1559)
- Girolamo di Valperga † (1560 - 1573)
- Giuseppe Parpaglia † (1573 - 1598)
- Jean-François Berliet † (1599 - 1607)
- Anastasio Germonio † (1607 - 1627)
- Benoît-Théophile de Chevron Villette † (1632 - 1658)
- François-Amédée Milliet, † (1659 - 1703)
  - Sede vacante (1703-1727)
- François-Amédée Milliet d'Arvillars † (1727 - 1744)
- Claude Humbert de Rolland † (1750 - 1770)
- Gaspard-Augustin Laurent de Sainte-Agnès, O.F.M. Conv. † (1771 - 1783)
- Joseph de Monfalcon du Cengle † (1785 - 1793)
  - Sede vacante (1793-1801)
  - Sé suprimida (1801-1825)
- Antoine Martinet † (1825 - 1828)
- Antoine Rochaix † (1828 - 1836)
- Jean-François-Marcellin Turinaz † (1838 - 1866)
- François Gros † (1867 - 1873)
- Charles-François Turinaz † (1873 - 1882)
- Jean-Pierre Pagis † (1882 - 1887)
- Pierre-Emmanuel Bouvier † (1887 - 1900)
- Lucien-Léon Lacroix † (1901 - 1907)
- Jean-Basptiste Biolley † (1907 - 1918)
- Louis Termier † (1918 - 1938)
- Léon-Albert Terrier † (1938 - 1944)
- Auguste Jauffres † (1944 - 1961)
  - Sede vacante (1961-1966)

### Bispos de Saint-Jean de Maurienne
- São Felmásio †
- Santo Icônio † (antes de 581 - depois de 601 ou 602)
- Lepório † (mencionado em 650)
- Vualquino ou Walchuno † (antes de 726 - depois de 739)
- Vitgário † (mencionado em 775)[25]
- Mainardo †[26]
- José † (mencionado em 853)
- Abão † (antes de 858 - depois de 860)
- Adalberto † (antes de 876 - depois de 882)
- Asmundo † (mencionado em 887)
- Guilherme † (mencionado em 899)
- Bento †
- Santo Odilardo † (antes de 915 - depois de 926)[27]
- Everaldo ou Eberardo † (antes de 990 - depois de 1025)
- Thibaud † (antes de 1033 circa - depois de 1046)
- Brochard ou Burcard † (mencionado em 1061)[28]
- Artaud † (mencionado em 1080)[29]
- Conon I † (antes de 1093 - depois de 1108 deceduto)[30]
- Amédée de Faucigny † (antes de 1112 - depois de 1124)
- Conon II † (mencionado em 1127)
- Beato Ayrald I, O. Cart. † (antes de 1134 - depois de 1145)[31]
- Bernard, O.Cart. † (mencionado em 1153)
- Ayrald II † (mencionado em 1158)[32]
- Guillaume † (antes de 1162 - depois de 1173)[33]
- Pierre I † (? - antes de 1184)
- Lambert † (circa 1177[34] - 1197 ou 1198)
- Bernard de Chignin † (antes de 1200 - 1213)
- Amédée de Genève † (antes de 1214 - 1220)
  - Jean † (mencionado em 1221) (bispo eleito)[35]
  - Pierre II † (mencionado em 1222) (bispo eleito)[36]
- Aimar de Bernin ou Pierre de Arenis † (1223 - 1236)
- Amédée de Savoie (ou de Miribel) † (1237 - 1256)
- Pierre de Morestel † (antes de 1258 - 1262)
- Anthelme de Clermont † (antes de 1262 - 1269)
- Pierre de Guelis † (antes de 1270 - 1273)
- Aimon de Miolans † (antes de 1276 - 1299 ou 1300)
- Amblard d'Entremont † (antes de 1301 - 1308)
- Aymon de Miolans-Urtières † (1308 - 1334)
- Anthelme de Clermont † (1334 - 1349)
- Amadeus de Savoia-Acaia † (1349 - 1376)
- Giovanni Malabayla † (1376 - circa 1380)
- Henry de Sévery, O. Clun. † (1381 - 1385)
- Savin de Florano † (1385 - 1410)
- Amédée de Montmayeur, O.S.B. † (1410 - 1422)
- Aimon de Gerbaix † (1422 - 1432)
- Oger Moriset † (1433 - 1441)
- Louis de La Palud, O.S.B. † (1441 - 1451)
- Juan de Segóvia † (1451 - 1453)
- Guillaume d'Estouteville † (1453)
  - Guillaume d'Estouteville † (1453 - 1483) (administrador apostólico)
- Etienne de Morel † (1483 - 1499)
- Louis de Gorrevod † (1499 - 1532)
- Jean-Philibert de Loriol de Châles † (1532 - 1544)
- Girolamo Recanati Capodiferro † (1544 - 1559)
- Brandolesius de Trottis † (1560 - 1563)
  - Ippolito d'Este † (1564 - 1567) (administrador apostólico)
- Pierre de Lambert, O.S.A. † (1567 - 1591)
- Filiberto Milliet de Faverges † (1591 - 1618)
- Carlo Bobba † (1619 - 1636)
- Paul Milliet de Challes † (1641 - 1656)
- Ercole Berzetti † (1658 - 1686)
- Francesco Giacinto Valperga di Masino † (1687 - 1736)
  - Sede vacante (1736-1741)
- Ignace-Dominique Grisella de Rosignan † (1741 - 1756)
- Carlo Giuseppe Filippa della Martiniana † (1757 - 1779)
- Charles-Joseph Compans de Brichanteau † (1780 - 1796)
  - Sede vacante (1796-1801)
  - Sé suprimida (1801-1825)
- Alexis Billiet † (1825 - 1840)
- François-Marie Vibert † (1841 - 1876)
- Michel Rosset † (1876 - 1902)
  - Sede vacante (1902-1906)
- Adrien Alexis Fodéré † (1906 - 1923)
- Auguste Grumel † (1924 - 1946)
- Frédéric Duc † (1946 - 1954)
- Louis Henri Marie Ferrand † (1954 - 1956)
- Joël-André-Jean-Marie Bellec † (1956 - 1960)
- André-Georges Bontems † (1960 - 1966)

### Arcebispos de Chambéry-Saint-Jean de Maurienne-Tarentaise
- André-Georges Bontems † (1966 - 1985)
- Claude Feidt † (1985 - 1999)
- Laurent Bernard Marie Ulrich (2000 - 2008)
- Philippe Gabriel Marie Augustin Ballot (2009 - 2022)
- Thibault Verny (desde 2023)

### Sé de Chambéry
- (em francês) Marie-Anselme Dimier, v. Chambéry,  em Dictionnaire d'Histoire et de Géographie ecclésiastiques, vol. XII, Paris, 1953, coll. 331-339

### Sé de Tarentaise
- (em latim) Denis de Sainte-Marthe, Gallia christiana, vol. XII, Paris, 1770, coll. 700-728
- (em francês) Louis Duchesne, Fastes épiscopaux de l'ancienne Gaule, vol. I, Paris, 1907, pp. 243–247
- (em francês) Joseph-Antoine Besson, Mémoires pour l'histoire ecclésiastique des diocèses de Genève, Tarentaise, Aoste et Maurienne et du décanat de Savoye, S. Hénault, 1759 (copie de l'exemplaire bibliothèque cantonale et universitaire de lausanne), 506 p.
- (em latim) Pius Bonifacius Gams, Series episcoporum Ecclesiae Catholicae, Graz, 1957, pp. 829–830
- (em latim) Konrad Eubel, Hierarchia Catholica Medii Aevi, vol. 1 Arquivado em 2019-07-09 no Wayback Machine, pp. 472–473; vol. 2, p. 245; vol. 3, p. 308; vol. 4 Arquivado em 2018-10-04 no Wayback Machine, pp. 426–427; vol. 5, p. 368; vol. 6, p. 392

### Sé de Saint-Jean de Maurienne
- (em latim) Jean-Barthélemy Hauréau, Gallia christiana, vol. XVI, Parigi, 1865, coll. 611-654
- (em francês) Louis Duchesne, Fastes épiscopaux de l'ancienne Gaule, vol. I, Paris, 1907, pp. 239–242
- (em italiano) Fedele Savio, Gli antichi vescovi d'Italia. Il Piemonte, Turim, 1898, pp. 221–237
- (em latim) Pius Bonifacius Gams, Series episcoporum Ecclesiae Catholicae, Graz, 1957, pp. 830–831
- (em latim) Konrad Eubel, Hierarchia Catholica Medii Aevi, vol. 1 Arquivado em 2019-07-09 no Wayback Machine, p. 331; vol. 2, pp. 187–188; vol. 3, p. 238; vol. 4 Arquivado em 2018-10-04 no Wayback Machine, p. 235; vol. 5, p. 261; vol. 6, p. 281